# Litton Industries
Litton Industries war ein US-amerikanisches Rüstungsunternehmen, das in den 1960er Jahren als stark diversifizierter Mischkonzern agierte.

## Geschichte
Charles Bates Thornton erwarb 1953 von dem kalifornischen Ingenieur Charles Litton ein Unternehmen, das Elektronenröhren herstellte. Mit der Übernahme des Unternehmens kaufte Thornton auch ein Patent für Magnetrons, die unter anderem in Radaranlagen verbaut wurden. Eine anfängliche Lieferung von Radarröhren an das Department of Defense begründete eine Reihe großer Aufträge vonseiten des US-Militärs. Über die Herstellung von Magnetrons gelangte Thornton zur Fertigung von Mikrowellenherden, die ebenfalls Magnetrons zur Erzeugung elektromagnetischer Felder nutzen. In den 1950er Jahren kaufte Litton Industries mehrere kleinere US-amerikanische Unternehmen auf, die sich auf dem Gebiet technologisch interessanter – insbesondere elektronischer – Produkte betätigten. Der Werftbetrieb Ingalls Shipbuilding wurde 1961 in den Konzern eingegliedert. Im Jahr 1967 übernahm das Unternehmen die Stouffer Foods Corporation, die Tiefkühlkost herstellte und eine Reihe von 45 Hotels besaß. Durch den Zukauf vieler Unternehmen unterschiedlichster Branchen wurde Litton Industries in den 1960er Jahren zum größten Hersteller von elektronischen Steuerungssystemen für Flugzeuge, zum zweitgrößten Produzenten von Registrierkassen und zu einem führenden Hersteller von Rechenmaschinen und manuellen Schreibmaschinen in den Vereinigten Staaten. Der deutsche Schreibmaschinenhersteller Triumph-Adler wurde 1968 erworben.
Sinkende Gewinne veranlassten Litton Industries in den 1970er Jahren zu einer Verschlankung der Konzernstruktur, wodurch sich das Kerngeschäft in den 1980er Jahren wieder hauptsächlich auf die Rüstungsproduktion fokussierte. Im Jahr 2001 wurde Litton Industries durch Northrop Grumman übernommen.